# Escut de Rossell
L'escut de Rossell és el símbol representatiu oficial de Rossell, municipi del País Valencià, a la comarca del Baix Maestrat. Té el següent blasonament:
| « | Escut, truncat. Primer, d'or, els quatre pals de gules. Segon, de gules, la creu de vuit puntes dels Cavallers Santjoanistes. Al timbre, corona reial. | » |

## Història
L'escut fou aprovat per Decret 2.790/1967 d'11 d'octubre, publicat al Butlletí Oficial de l'Estat núm. 284, de 28 de novembre de 1967.
Hi apareixen els armes reials en senyal de la pertinença a la Corona d'Aragó des de 1208, quan Pere el Catòlic manà conquerir la població. La creu de Malta, o de Sant Joan de Jerusalem o de l'Hospital indica que Rossell va pertànyer a aquest orde militar de 1286 a 1317.